# Cavité saline
Une cavité saline est une cavité géologique artificielle, construite pour stocker des fluides en sous-sol.

## Réalisation
Les bassins sédimentaires présentent souvent des dômes de sel. Les strates souterraines de sel gemme, ou halite, sont schématiquement des marais salants anciens, recouverts de couches de sédiments plus récents. Le sel est beaucoup plus léger que les roches qui le surplombent, et se comportant comme un fluide extrêmement visqueux, il finit (ce phénomène s'étale sur des dizaines de millions d'années) par remonter localement, formant des dômes de sel.
Ces structures sont utilisées pour construire des cavités souterraines. Les profondeurs visées sont généralement comprises entre 400 et 2 000 mètres. Un puits est creusé pour accéder à la strate ou au dôme de sel, selon des techniques similaires à celles utilisées dans l'industrie pétrolière (trépan). Un tube plus petit est placé dans le puits, afin de disposer de deux conduits (coaxiaux) pour mettre la circulation aller-retour de l'eau. En envoyant de l'eau douce à l'aide de pompe, et en récupérant la saumure, on crée progressivement une cavité souterraine (tout en extrayant du sel qui est commercialisé). Il faut 7 à 8 mètres cubes d'eau pour dissoudre un mètre cube de sel gemme. Le puits foré pour créer la cavité par circulation d'eau est ensuite utilisé pour injecter et récupérer le fluide à stocker.

## Caractéristiques
Comparés à l'autre grande solution de stockage géologique, à savoir l'utilisation du sommet d'aquifères profonds, les cavités salines : 
- sont plus petites, leur taille dépasse très raremement 500 000 m3[4]
- permettent de stocker un fluide à plus grande pression
- sont de véritable cavités, et non des couches de roches poreuses. La circulation du fluide est donc plus rapide.

## Utilisation

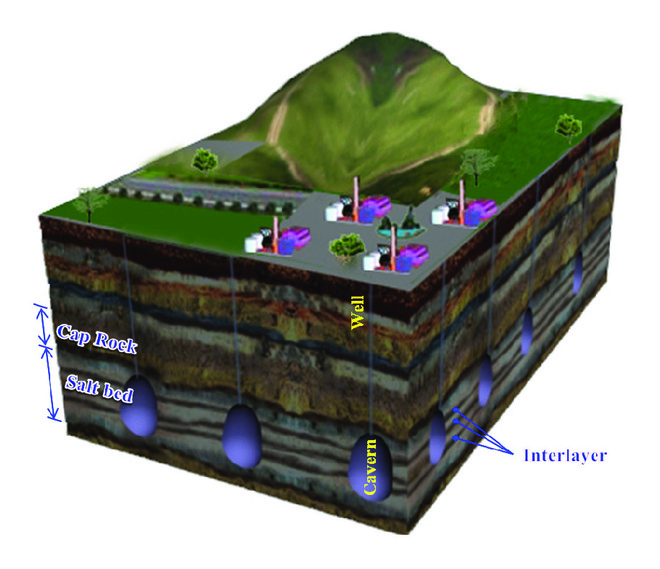
Illustration d'un site comportant plusieurs cavités

Les cavités salines sont largement utilisées pour le stockage du gaz naturel, permettant de répondre aux pics de demande. Du fait de leurs caractéristiques, elles tendent à être utilisées sur un cycle très court  terme, de l'ordre de la semaine, tandis que le stockage en aquifère est plutôt utilisé pour un stockage saisonnier. La première utilisation d'une cavité saline pour le stockage du gaz naturel remonte à 1946, aux États-Unis.
Cette technologie est aussi utilisable pour l'hydrogène, le butane et le propane.
En 2019, 94 sites utilisant des cavités salines (un site possédant souvent plusieurs cavités) pour le stockage du gaz naturel sont recensées en Europe, l'Allemagne possédant la plus grande capacité de stockage.

## Risques
Des problèmes d'effritement du toit et parois de la cavité peuvent se présenter. Un petit nombre de cavités se sont effondrées.